# Юнновська сільська рада
Юнно́вська сільська рада (рос. Юнновский сельский совет) — муніципальне утворення у складі Ілішевського району Башкортостану, Росія. Адміністративний центр — село Верхньояркеєво, яке однак не входить до складу поселення.

## Населення
Населення — 2771 особа (2019, 1881 у 2010, 1849 у 2002).

## Склад
До складу поселення входять такі населені пункти:
| Населений пункт     | Населення, осіб (2002) | Населення, осіб (2010) |
| ------------------- | ---------------------- | ---------------------- |
| Ірмашево, присілок  | 12                     | 10                     |
| Каєнлик, присілок   | 109                    | 80                     |
| Нижньояркеєво, село | 839                    | 977                    |
| Юнни, село          | 889                    | 814                    |